# Sechs Yogas von Niguma
| Tibetische Bezeichnung                 |
| -------------------------------------- |
| Wylie-Transliteration: ni gu chos drug |
| Andere Schreibweisen: Nigu Chödrug     |
| Chinesische Bezeichnung                |
| Vereinfacht: 妮谷六法                  |
| Pinyin:Nigu liu fa                     |

Die Sechs Yogas der Niguma (tib. ni gu chos drug) sind sechs tantrische Yogaübungen, die von der indischen Yogini Niguma (11. Jhd.) stammen und auf die Yogini Sukhasiddhi (Schülerin des Meisters Virupa) und ihren tibetischen Schüler, den Yogi Khyungpo Naljor, den Gründer der Shangpa-Kagyü-Schule, übertragen wurden. Diese sechs Lehren tragen eine ähnliche Bezeichnung wie die Sechs Yogas von Naropa, unterscheiden sich aber von diesen in Details ihrer Ausübung. Die Dakini Niguma war eine spirituelle Gefährtin Naropas. Diese Lehren wurden aus der Shangpa-Kagyü-Tradition auch in die Tradition der Gelug-Schule übertragen. Der zweite Dalai Lama, Gendün Gyatsho (1475–1542), schrieb einen Kommentar zu diesen Sechs Yogas mit dem Titel ni gu chos drug rgyas pa khrid yig.